# Carlheinz Neumann
Karl Heinz Max Neumann –conocido como Carlheinz Neumann– (27 de noviembre de 1905-19 de mayo de 1983) fue un deportista alemán que compitió en remo como timonel.
Participó en los Juegos Olímpicos de Los Ángeles 1932, obteniendo una medalla de oro en la prueba de cuatro con timonel. Ganó dos medallas en el Campeonato Europeo de Remo, plata en 1937 y oro en 1938.

## Palmarés internacional
| Juegos Olímpicos   | Juegos Olímpicos             | Juegos Olímpicos | Juegos Olímpicos   |
| Año                | Lugar                        | Medalla          | Prueba             |
| ------------------ | ---------------------------- | ---------------- | ------------------ |
| 1932               | Los Ángeles (Estados Unidos) | Medalla de oro   | Cuatro con timonel |
| Campeonato Europeo |                              |                  |                    |
| Año                | Lugar                        | Medalla          | Prueba             |
| 1937               | Ámsterdam (Países Bajos)     | Medalla de plata | Ocho con timonel   |
| 1938               | Milán (Italia)               | Medalla de oro   | Ocho con timonel   |